# Nancy Storace
Pour les articles homonymes, voir Storace.
Répertoire
- Les Noces de Figaro

Nancy Storace, née Ann (ou Anna) Selina Storace à Londres le 27 octobre 1765 et morte à Dulwich le 24 août 1817, est une chanteuse d’opéra (mezzo-soprano).
Connue maintenant sous son sobriquet de « Nancy » que lui donnait son ami Michael Kelly, elle signait sa correspondance avec « Ann », « Anna » ou « AS ».

## Biographie
Son père, Stefano, est un contrebassiste dans l'orchestre de l'opéra à Londres, d’origine napolitaine et sa mère, Elizabeth Trusler, la fille du propriétaire des jardins d'agréments de Marylebone.
En 1773, elle débute au concert à Southampton; elle n'a « pas encore huit ans », selon les annonces parues dans la presse. Elle prend des leçons de chant auprès du castrat Venanzio Rauzzini, qui la fait débuter au King's Theatre le 29 février 1776 dans son opéra, Le Ali d'Amore.
En 1778, elle part en Italie avec ses parents, rejoindre son frère, le futur compositeur, Stephen Storace, qui continuait sa formation musicale à Naples. Elle est l'élève de Sacchini à l'Ospedaletto de Venise.
Elle fait ses débuts lyriques italiens dans un opera seria, en chantant un rôle de seconda donna dans Castore e Polluce de Bianchi (Florence, 10 septembre 1779) et la légende raconte une confrontation houleuse avec Luigi Marchesi qui provoque son renvoi. Elle change rapidement de répertoire et chante désormais les premiers rôles d'opera buffa à Florence, Lucques, Livourne, Parme, Turin… et Venise. En 1782, elle crée l'un des opéras les plus populaires du XVIIIe siècle, Fra i due litiganti de Giuseppe Sarti à la Scala de Milan en 1782.
En 1783, elle est engagée au Théâtre Impérial de Vienne (Burgtheater) où l'empereur Joseph II, manifestement sensible au talent de Nancy Storace, a formé une troupe d'opera buffa. Jusqu'à son départ, en février 1787, elle y créera une vingtaine d'opéras.
Elle crée le rôle de Suzanne des Noces de Figaro de Mozart le 1er mai 1786. Mozart composa pour elle l'air Ch'io mi scordi di te?, KV 505, avec accompagnement concertant de piano, parfois considéré comme une véritable déclaration d'amour du compositeur à son interprète. Cet air a  été joué lors du concert d'adieu de Nancy Storace à Vienne le 27 février 1787, comme l'a par la suite écrit l'élève de Mozart Thomas Attwood.
Le 29 mars 1784, elle épouse le violoniste et compositeur anglais John Abraham Fisher. Le mariage est désastreux car son mari la maltraite. Après quelques mois de mariage, ils vivront séparés. Leur fille, Josepha, ne vivra que quelques mois.
En 1787, Nancy retourne en Angleterre où elle chante au King’s Theatre jusqu’à sa destruction par un incendie en 1789. Elle y récolte un immense succès et se produit également au concert et dans des oratorios, aussi bien à Londres qu'en province. En 1789, elle est engagée au théâtre de Drury Lane où son frère Stephen est compositeur. Elle réussit parfaitement sa reconversion, bien que certains l'accusent d'avoir un accent italien. Sa carrière se déroule aussi au concert et lors de festivals provinciaux.
En 1796, après la mort de Stephen, elle quitte Drury Lane. En août 1797, elle entame une tournée européenne (Paris, Italie, Allemagne) avec son compagnon, le ténor John Braham. Elle lui donnera un fils, William Spencer Harris, né en 1803.
À leur retour en Angleterre, elle suit son amant à Covent Garden (1801-1805) puis à Drury  Lane (1805-1808) d'où elle prend sa retraite en 1808, ses détracteurs critiquant une femme devenue très grosse avec une voix bien abîmée. Mais sa popularité ne se démentira pas, tout du long de sa carrière. Nancy Storace est l'une des interprètes les plus célèbres de son temps, dont le renom est relayé par les journaux, ses portraits, les caricatures ou les imitations qu'on en fait, etc.
En 1815, elle est très affectée par l'infidélité de John Braham, qui s'enfuit avec une femme mariée. Leur séparation, houleuse, est arbitrée par l'architecte John Soane, leur ami commun. Les lettres témoignant de cette séparation se trouvent toujours dans les archives de l'architecte . Nancy Storace meurt peu après dans sa demeure d'Herne Hill, près de Londres. Elle a été enterrée à St Mary-at-Lambeth à Londres,. Une partie de son monument funéraire commémoratif y est toujours visible(Une aquarelle témoigne de l'entablement et du soubassement qui ont désormais disparu). Sa succession est cause de problèmes familiaux, ce qui défraye la chronique judiciaire jusqu'en 1826.

## Mozart et Haydn
La cantatrice eut des relations professionnelles fructueuses et probablement amicales avec les deux compositeurs. Mozart n'a mentionné la cantatrice que pour se plaindre de son attitude envers sa belle-sœur Aloysia Lange dans une lettre du 2 juillet 1783 et l'on ne sait ce qu'il pensait de la Storace. Par contre, Joseph Haydn précisera dans une lettre datée du 12 avril 1790 adressée à Bland : « par la même occasion vous recevrez une cantate toute nouvelle et très belle à l’intention de Monsieur Salomon, transmettez-lui mes meilleurs compliments et remerciez-le beaucoup pour son message. […] Cette cantate est pour la voix de ma chère Storace, embrassez-la mille fois pour moi »
La légende d'une liaison amoureuse entre Mozart et Storace semble naître avec le musicologue Alfred Einstein dans les années 1950. Une autre légende, plus contemporaine, affirme que la cantatrice « repoussa les avances de Mozart, il pleura durant deux jours et il écrivit le Concerto pour piano no 23 en la majeur. » L'historique de la composition de ce concerto démontre le contraire, puisque la genèse du concerto pour clavier n°23 KV. 488 est bien antérieur au départ de Nancy Storace de Vienne. Sa composition débuta entre mars 1784 et février 1785 (pour les 8 premiers feuillets), puis les hautbois initialement prévus furent remplacés par des clarinettes, car l’orchestre de mars 1786 n’en comportait pas. Cette datation a été établie par le musicologue Alan Tyson grâce à son analyse des partitions autographes de Mozart.
En plus du rôle de Susanna, Mozart  pensa également à Nancy Storace pour le personnage d'Eugenia dans Lo Sposo Deluso ; resté inachevée, l’œuvre n'est datable que la mention de l'interprète appelée "Mme Fisher". Il participa à la cantate Per la ricuperata salute di Ofelia (K. 477a) co-écrite avec Salieri et un certain Cornetti, en 1785. Pour son récital d'adieu viennois du 23 février 1787, il lui composa une grande scène avec clavier obligé, « Ch’io mi scordi di te? » (KV. 505).
Même si elle ne collabora pas davantage avec Mozart, Nancy Storace aura l'occasion d'interpréter des airs et ensembles de Mozart durant sa carrière britannique et également à Paris, le 16 octobre 1797 .
Haydn révisa à son intention le rôle d'Anna dans son oratorio  Il Ritorno di Tobia pour les concerts donnés les 28 et 30 mars 1784 à Vienne. Il écrivit également à son intention la cantate Miseri noi misera patria, Hob XXIVa. 7, qu'elle chanta sans doute à Londres. Nancy Storace se produisit à plusieurs reprises dans la série de concerts à souscription organisés par Johann Peter Salomon à Londres à partir du 11 mars 1791. En juillet, lorsque Haydn est reçu Docteur en Musique à Oxford, elle fait partie des chanteurs qui se produisent en concert au Sheldonian Theatre. En réalité, bien que le nom de la cantatrice soit attaché à celui de Mozart, elle chanta davantage la musique de Haydn.